# Lijst van pacifisten
Dit is een lijst van mensen naar wie door sommigen of meerderen verwezen werd en/of wordt als pacifist.
- Louis Adriën Bähler (1867-1941), hervormd dominee
- Saar Boerlage (1932), Nederlands activiste en politica
- Benjamin Britten (1913-1976), Brits componist en dirigent
- Jan Buskes (1899-1980), Nederlands theoloog en vredesactivist
- Dom Hélder Pessoa Câmara (1909-1999), Braziliaanse aartsbisschop
- Marie Curie (1867-1934), Pools wetenschapster
- Dorothy Day (1897 - 1980) , VS, medestichter Catholic Worker, activiste
- Henri Dunant (1828-1910), Zwitsers zakenman
- Albert Einstein (1879-1955), Duits wetenschapper
- Desiderius Erasmus (1466-1536), Nederlands filosoof
- Franciscus van Assisi (1181-1226), Italiaanse bedelmonnik, stichter van de franciscaner orde
- George Fox (1624-1691), oprichter van de Quakers
- Mahatma Gandhi (1869-1948), Indiaas staatsman
- Siddhartha Gautama (563 v.Chr.-483 c. Chr.), Indiaas spiritueel leider (Boeddha)
- René Girard (1923-2015), Frans filosoof
- Hannes de Graaf (1911-1922, Nederlands ethicus en vredesactivist
- Boudewijn de Groot (1944), Nederlands zanger
- Gerrit Jan Heering (1879-1955), Nederlands theoloog en vredesactivist
- Jean Léon Jaurès (1859-1914), Frans politicus
- Jezus van Nazareth (ca. 6 v.Chr.-33), joods religieus leraar, centraal figuur in het christendom
- Immanuel Kant (1724-1804), Duits filosoof
- Martin Luther King (1929-1968), Afro-Amerikaans predikant en burgerrechtenactivist
- Kees Koning (1931-1996), Nederlands antimilitarist
- Bartolomé de Las Casas (1474-1566), Spaans missionaris
- Bram van der Lek (1931), fractievoorzitter van de PSP en milieuactivist
- John Lennon (1940-1980), Brits muzikant
- Bart Martens (1969), Vlaams politicus en milieuactivist
- Michael Moore (1954), Amerikaans filmregisseur
- Abraham Johannes Muste (1885-1967), Amerikaans theoloog
- Fridtjof Nansen (1861-1930), Noors ontdekkingsreiziger
- Alfred Nobel (1833-1896), Zweeds uitvinder
- Arndt Pekurinen (1905-1941), Fins dienstweigeraar
- Pablo Picasso (1881-1973), Spaans kunstschilder
- Erich Maria Remarque (1898-1970), Duits schrijver
- Ernest Renan (1823-1892), Frans taalkundige en historicus
- Óscar Romero (1917-1980), Salvadoraans geestelijke
- Peter Paul Rubens (1577-1640), Belgisch kunstschilder
- Bertrand Russell (1872-1970), Welsh filosoof
- Albert Schweitzer (1875-1965), Duits wetenschapper
- Wim Simons (1926-2005), Nederlands uitgever, schrijver, publicist en dienstweigeraar
- Fred van der Spek (1923-2017), medeoprichter en fractievoorzitter van de PSP
- Krijn Strijd (1909-1983), Nederlands theoloog en vredesactivist
- Bertha von Suttner (1843-1914), Oostenrijks activiste
- Tenzin Gyatso (1935), Tibetaans leider, dalai lama
- Moeder Teresa (1910-1997), Albanese rk non,ordestichtster
- Tertullianus (ca. 160 - ca. 230), Kerkvader
- Lev Tolstoj (1828-1910), Russisch schrijver
- Desmond Tutu (1931-2021), Zuid-Afrikaans geestelijke
- Mordechai Vanunu (1954-), Israëlisch kerntechnicus
- Cornelis Verhoeven (1928-2001), Nederlands filosoof
- Lech Wałęsa (1943-), Pools vakbondsleider en politicus
- Virginia Woolf (1882-1941), Brits schrijfster
- Jalal ad-Din Rumi (1207-1273), Perzisch dichter en soefitisch mysticus (Mevlana)
- Harry Zeldenrust (1934), Nederlands theoloog, predikant en vredesactivist